# Carl Petter Lindberg
Carl Petter Lindberg, född 6 april 1772 i Gryt i Hovsta, död 9 januari 1840 på Carlsdals bruk, var en svensk brukspatron.

## Biografi
Carl Petter Lindberg var son till arkitekten och byggmästaren Lars Lindberg och Anna Catharina Bökman samt från 1802 gift med Maria Christina Stina Adamsson, (1779–1858) född på Hillringsbergs bruk och enda barnet till brukspatron Adam Eriksson och Margareta Christina (Greta Stina) Beijer, varför hon ärvde Hillringsbergs bruk.
Lindberg var 1785–1786 anställd som "vårdare" till den sjuke brukspatronen Olof Persson Holmgren på Rockesholms bruk i Grythyttans socken. Holmgren ägde och drev även Kortfors bruk, Karlsdals bruk, Stadra bruk och Finnå bruk. Vid Holmgrens frånfälle tilldelades han 100 rdr sp i gratifikation för att han "flitigt och beskedligt uppassat" Holmgren. Han var anställd som bokhållare vid Karlsdals bruk 1791–1793 och därefter vid Valåsens hytta. Han var sedan 1800 verksam vid Björneborgs bruk, som han under flera år i slutet av 1810-talet skötte självständigt under ägaren Olof Nordenfeldts utlandsvistelse som diplomat. Han drabbades 1819 av en sjukdom som medförde några års nedsatt arbetsinsats. Efter att han tillfrisknade 1822 återgick han till full arbetsinsats och med Olof Nordenfeldt som medfinansiär kunde han 28/2 1824 ropa in Karlsdals bruk på exekutiv auktion. 

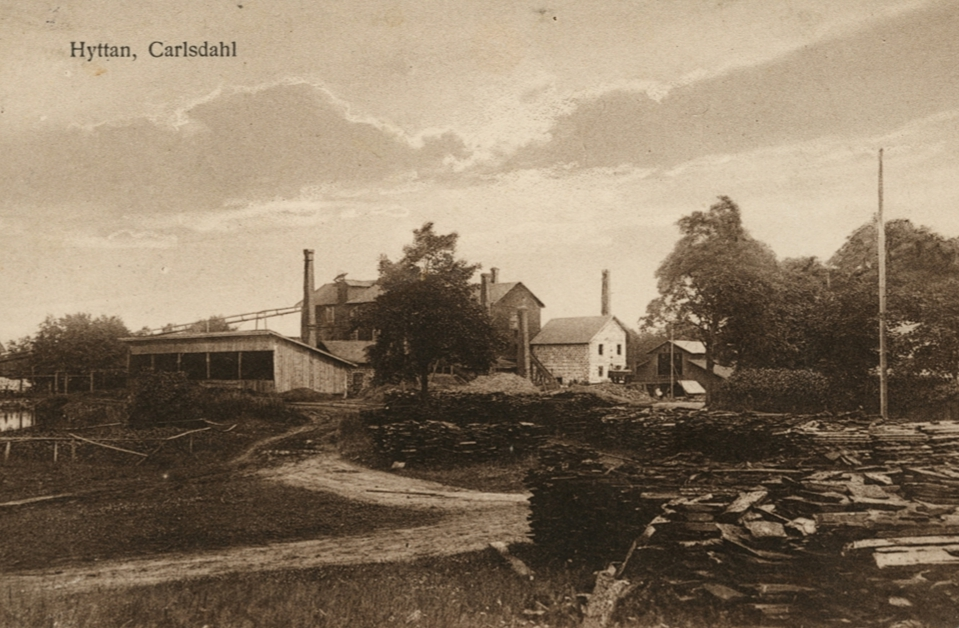
Carlsdals bruk omkring 1920

Karlsdals bruk bestod då av en masugn och ett gjuteri i Karlsdal och stångjärnssmedja i Kortfors.
Vid sidan av sin bruksrörelse var han involverad i bildandet av Nora–Karlskoga Järnväg (NKJ) och tillsammans med sin fru donerade han medel för att uppföra Karlsdals kapell 1842 efter arkitekten Fredrik Wilhelm Scholanders ritningar.
Carl Lindberg och Maria Christina Adamsson hade sex barn: Adam (1805–1882), häradshövding och godsägare till Lundby i Odensvi socken; Anna Christina (1806–1837) död på Karlsdal "efter en lång och tärande sjukdom"; Regina (1807–1893); Carl (1808–1891), brukspatron på Karlsdals bruk och far till Carl C:son Lindberg; Johan Wilhelm (1812–1844); Lars (1817–1875), brukspatron på Kolsva bruk och far till Lars Uno Lindberg.
Carl Lindberg och hans hustru ligger begravda på Karlsdals kyrkogård.